# Asura semifascia
Asura semifascia är en fjärilsart som beskrevs av Walker 1854. Asura semifascia ingår i släktet Asura och familjen björnspinnare. Inga underarter finns listade i Catalogue of Life.